# Тартак (Гайсинський район)
Тарта́к — село в Україні, у Чечельницькій селищній громаді Гайсинського району Вінницької області.
У 1957 році було приєднане село Кривецьке.

## Історія
12 червня 2020 року, відповідно розпорядження Кабінету Міністрів України № 707-р «Про визначення адміністративних центрів та затвердження територій територіальних громад Вінницької області», село увійшло до складу Чечельницької селищної громади.
17 липня 2020 року, в результаті адміністративно-територіальної реформи і ліквідації Чечельницького району, село увійшло до складу Гайсинського району.

## Населення

### Мова
Розподіл населення за рідною мовою за даними :
| Мова       | Кількість | Відсоток |
| ---------- | --------- | -------- |
| українська | 2037      | 98.69%   |
| російська  | 17        | 0.82%    |
| румунська  | 10        | 0.49%    |
| Усього     | 2064      | 100%     |

## Економіка
В селі знаходиться Чечельницький завод плавлених сирів, що належить групі Терра Фуд.